# Ga Daejeon
Ga Daejeon (Tiếng Hàn: 대전역, Hanja: 大田驛) là ga đường sắt trên Tuyến Gyeongbu và Đường sắt cao tốc Gyeongbu ở Jeong-dong, Dong-gu, Daejeon. Tuyến Daejeon rẽ nhánh tại ga này và tất cả các chuyến tàu KTX, SRT, ITX-Saemaeul và Mugunghwa-ho của Tuyến Gyeongbu đều dừng ở ga này và một số chuyến tàu Đường sắt cao tốc Gyeongbu, Tuyến Gyeongbu, Mugunghwa-ho và hầu hết các chuyến tàu trên Tuyến Chungbuk bắt đầu và kết thúc tại ga này.

## Lịch sử
Nhà ga mở cửa vào ngày 1 tháng 1 năm 1905, trong thời kỳ Hàn Quốc dưới sự cai trị của Nhật Bản và các đoàn tàu KTX trên Tuyến Gyeongbu bắt đầu hoạt động vào ngày 1 tháng 4 năm 2004. Nhà ga lấy cảm hứng từ bản ballad blues lãng mạn "Daejeon Blues" được ưa thích của các nhạc sĩ khắp châu Á và đã trở thành tác phẩm kinh điển của Hàn Quốc. Giai điệu của bài hát được phát trên loa của tàu điện ngầm khi đến ga Daejeon. Nhà ga được sử dụng cho bộ phim Train to Busan năm 2016.

## Kết cấu nhà ga

### NhánhTuyến Honam
| Trước đây | Hiện tại |
| --- | --- |
| Khi Tuyến Honam lần đầu tiên được xây dựng, nút giao trên Tuyến Gyeongbu hướng về phía Busan nên để di chuyển từ Seoul đến Mokpo và những nơi khác, bạn phải quay đầu máy ở ga Daejeon. | Sau khi Tuyến Daejeon được xây dựng, bạn có thể đến Ga Seodaejeon của Tuyến Honam trực tiếp từ Daejeonjochajang. Sau đó, không cần phải đi qua Tuyến Gyeongbu nữa. |

### Bố trí ga
| ↑ Daejeonjochajang · Sintanjin |    |    |  |  |  |    |    |  |  |    |    |  |  |    |    |  |  |  |    |    |  |  |  |    |    |  |
|                                | １ | ２ |  |  |  | ３ | ４ |  |  | ５ | ６ |  |  | ７ | ８ |  |  |  | ９ | 10 |  |  |  | 11 | 12 |  |
| Secheon·Gimcheon (Gumi) ↓      |    |    |  |  |  |    |    |  |  |    |    |  |  |    |    |  |  |  |    |    |  |  |  |    |    |  |

| １·２ | Tuyến Daejeon              | Sân ga không sử dụng                 | Sân ga không sử dụng                              |
| ３·４ | Đường sắt cao tốc Gyeongbu | ·                                    | ← Hướng đi Cheonan–Asan · Seoul · Suseo           |
| ３·４ | Tuyến Gyeongbu             | liên kết=Tàu tốc hành Hàn Quốc       | ← Hướng đi Suwon · Yeongdeungpo · Seoul           |
| ５·６ | Tuyến Gyeongbu             | ITX-Saemaeul · ITX-Maum Mugunghwa-ho | ← Hướng đi Cheonan · Suwon · Suseo                |
| ７·８ | Tuyến Chungbuk             | Mugunghwa-ho                         | → Hướng đi Cheongju · Jecheon · Yeongju →         |
| 9·10  | Đường sắt cao tốc Gyeongbu | liên kết=Tàu tốc hành Hàn Quốc       | → Hướng đi Dongdaegu · Ulsan · Busan →            |
| 9·10  | Tuyến Gyeongbu             | ITX-Saemaeul · ITX-Maum Mugunghwa-ho | → Hướng đi Dongdaegu · Busan · Sinhaeundae →      |
| 9·10  | Tuyến Gyeongjeon           | ITX-Saemaeul                         | → Hướng đi Dongdaegu · Masan · Jinju →            |
| 11·12 | Đường sắt cao tốc Gyeongbu | ·                                    | → Hướng đi Dongdaegu · Ulsan · Busan →            |
| 11·12 | Tuyến Gyeongjeon           | ·                                    | → Hướng đi Dongdaegu · Masan · Jinju →            |
| 11·12 | Tuyến Donghae              | ·                                    | → Hướng đi Gimcheon (Gumi) · Dongdaegu · Pohang → |

## Hình ảnh

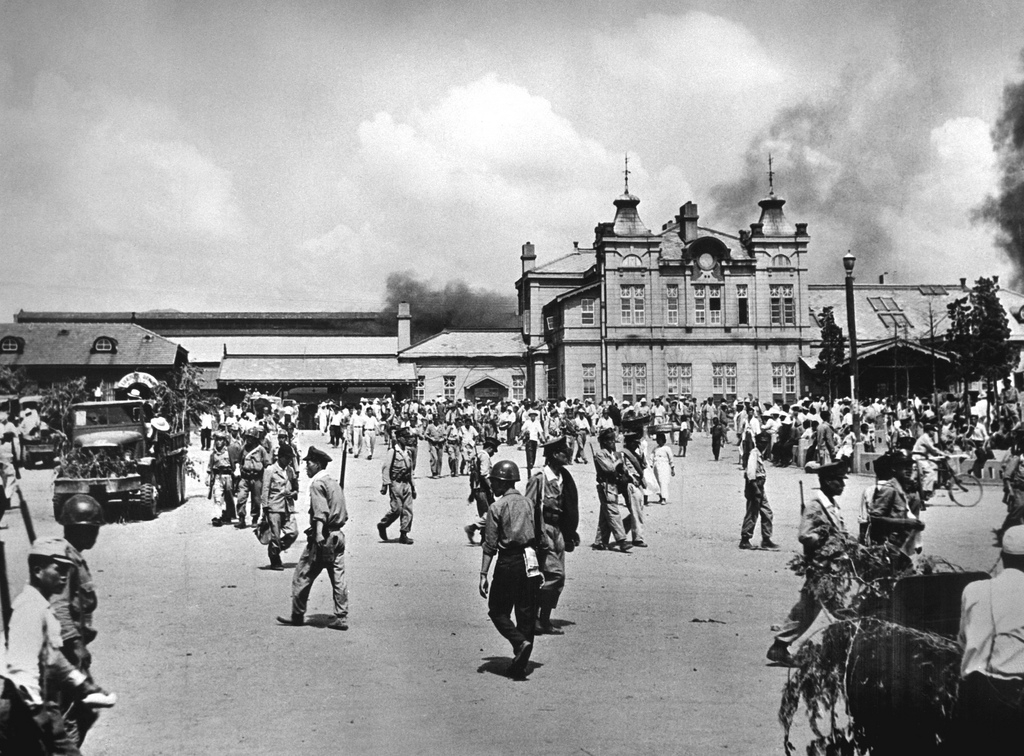
Nhà ga cũ
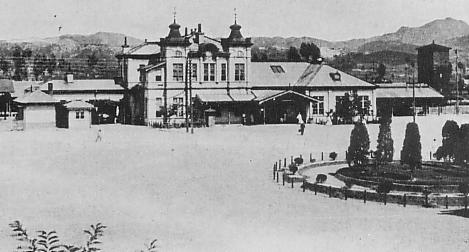
Ga Daejeon những năm 1920
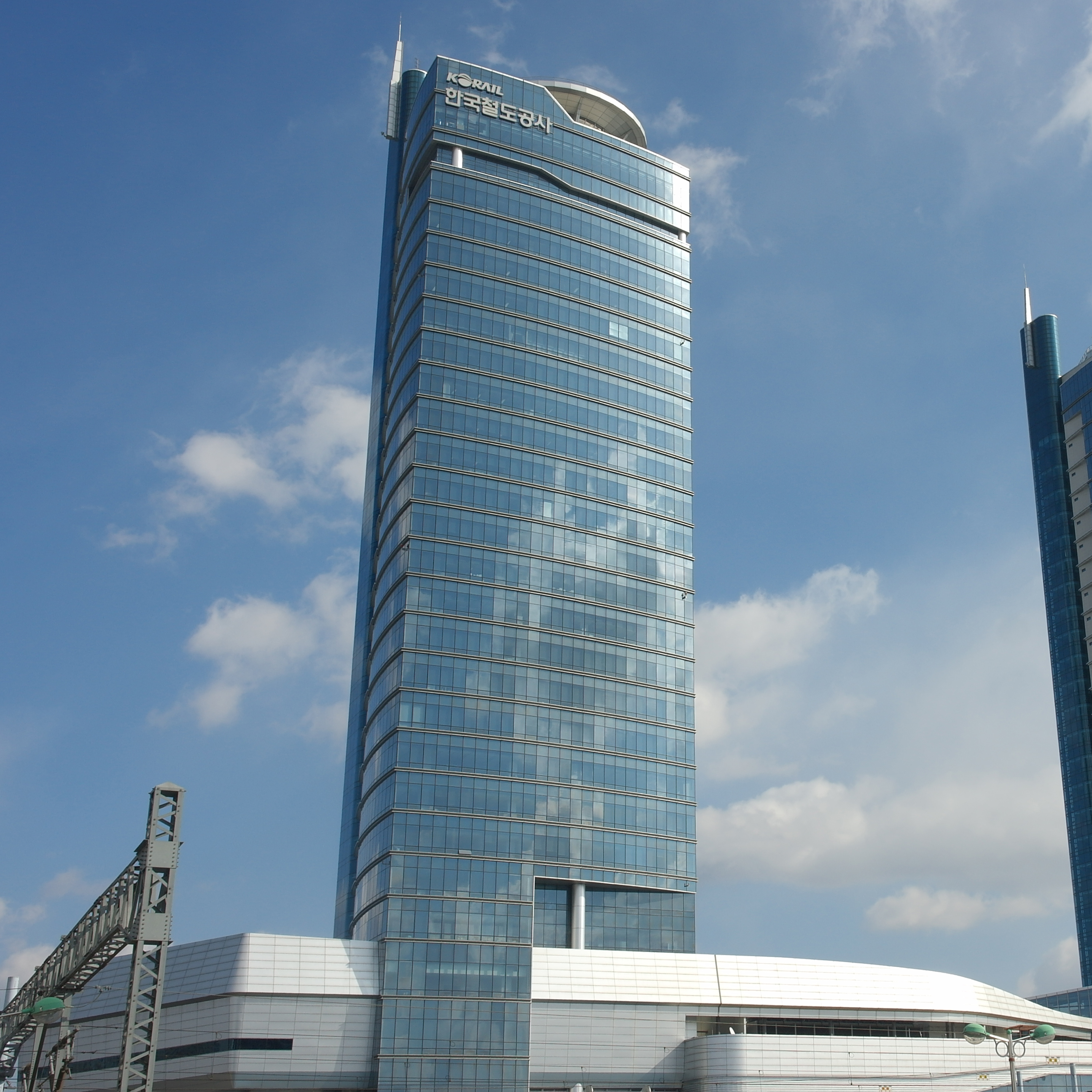
Trụ sở Tập đoàn Đường sắt Hàn Quốc Daejeon
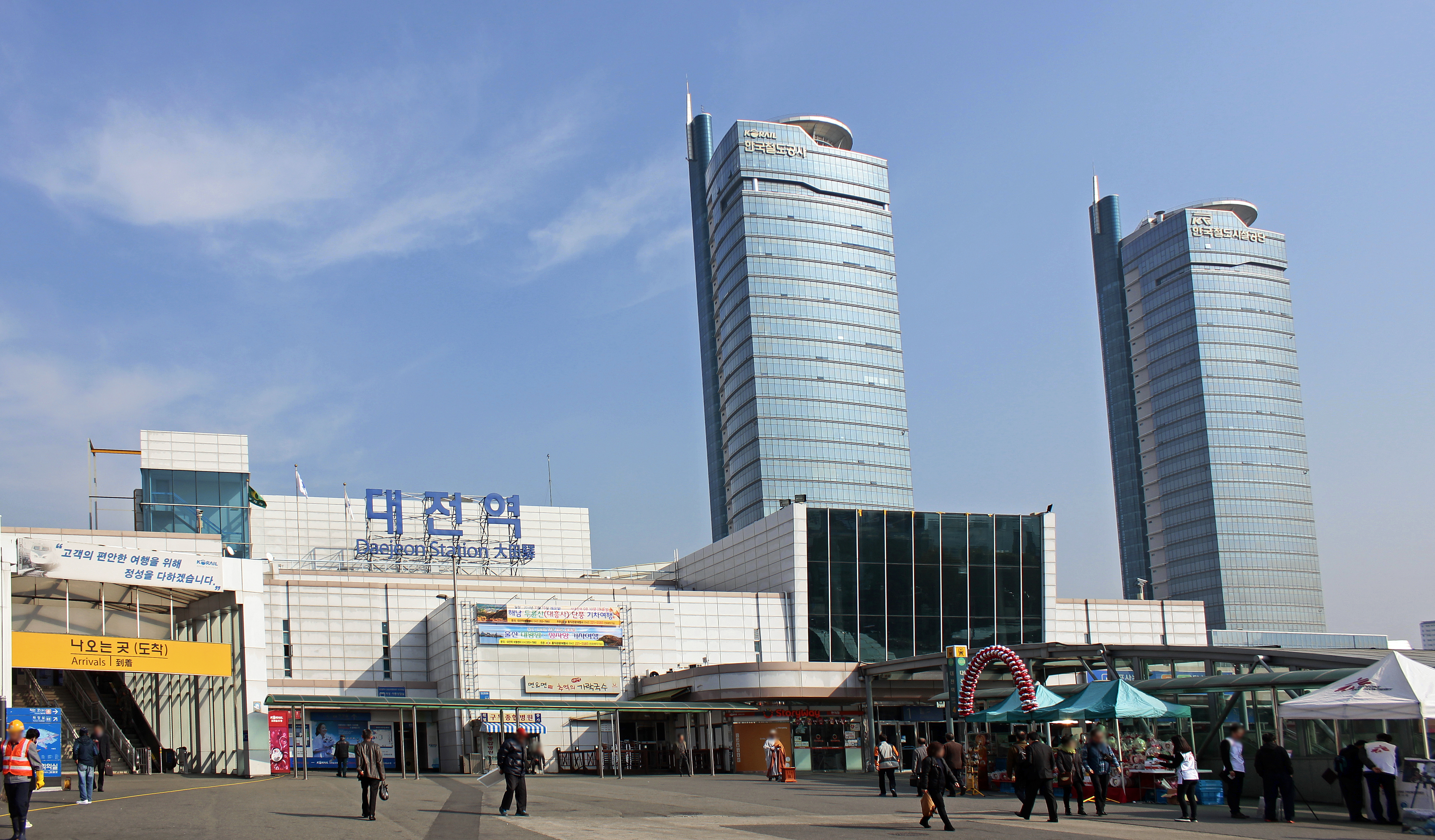
Quảng trường phía Tây (Trước khi thi công mở rộng)
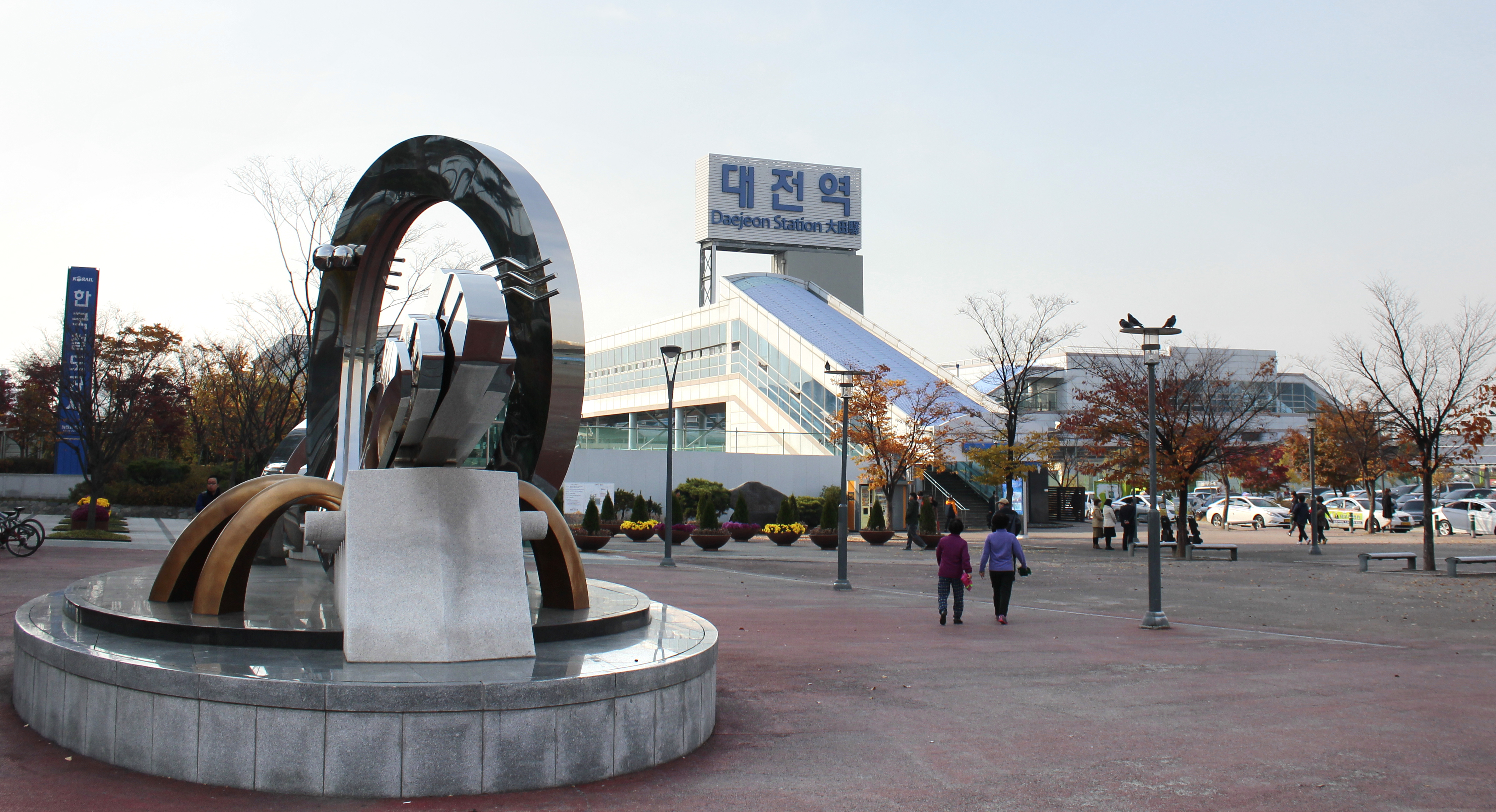
Quảng trường phía Đông (Trước khi thi công mở rộng)
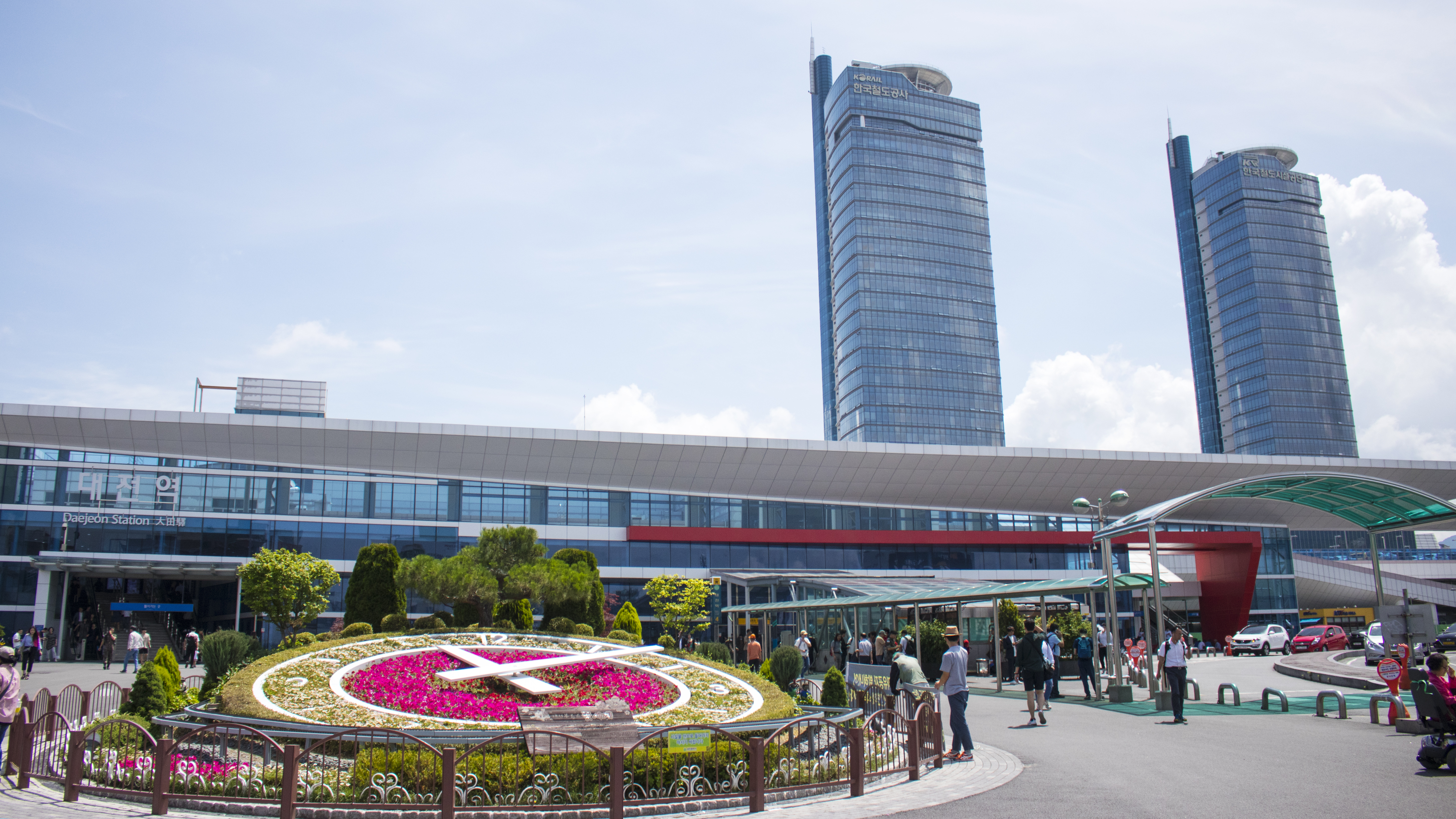
Nhà ga
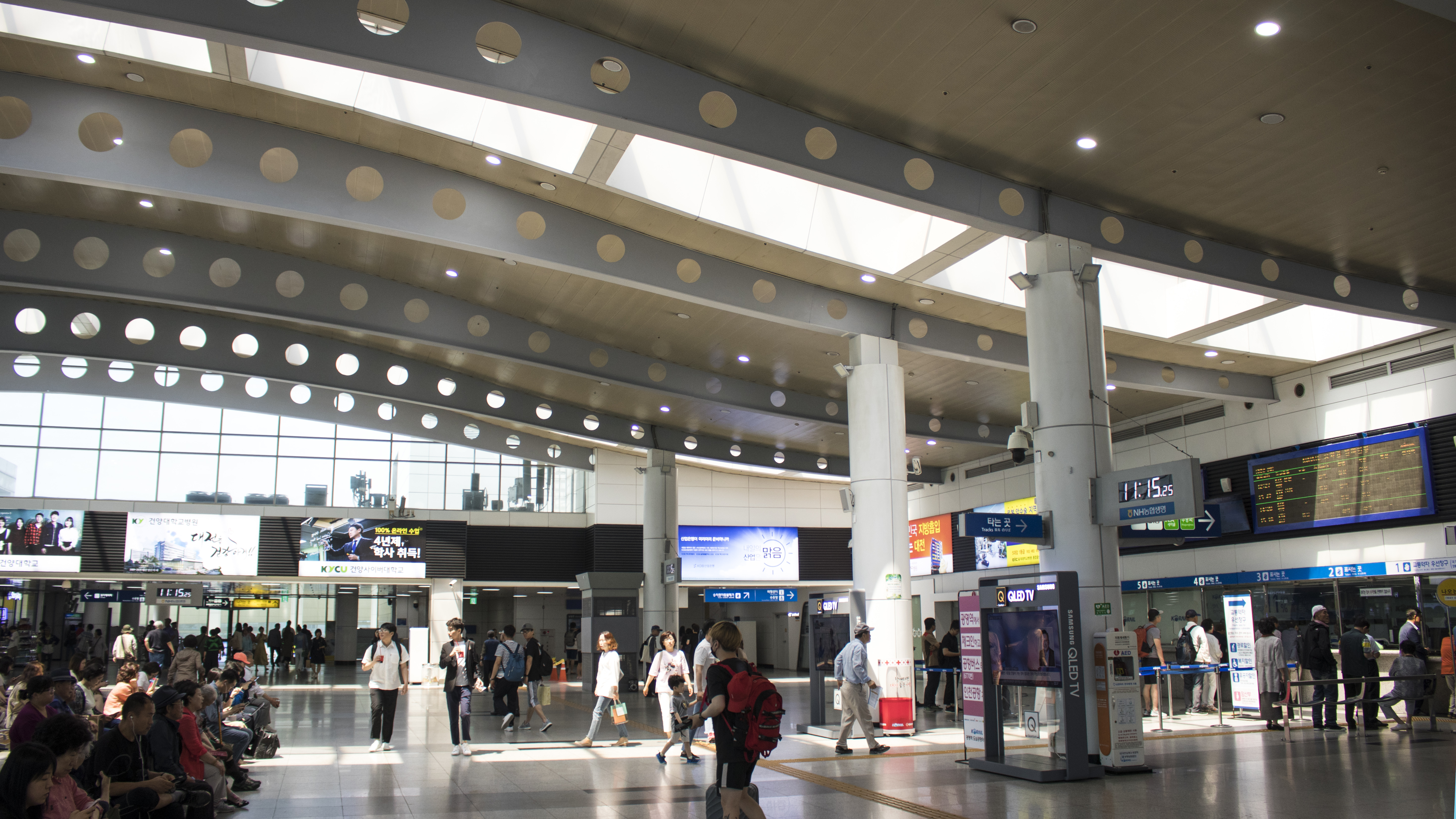
Phòng chờ
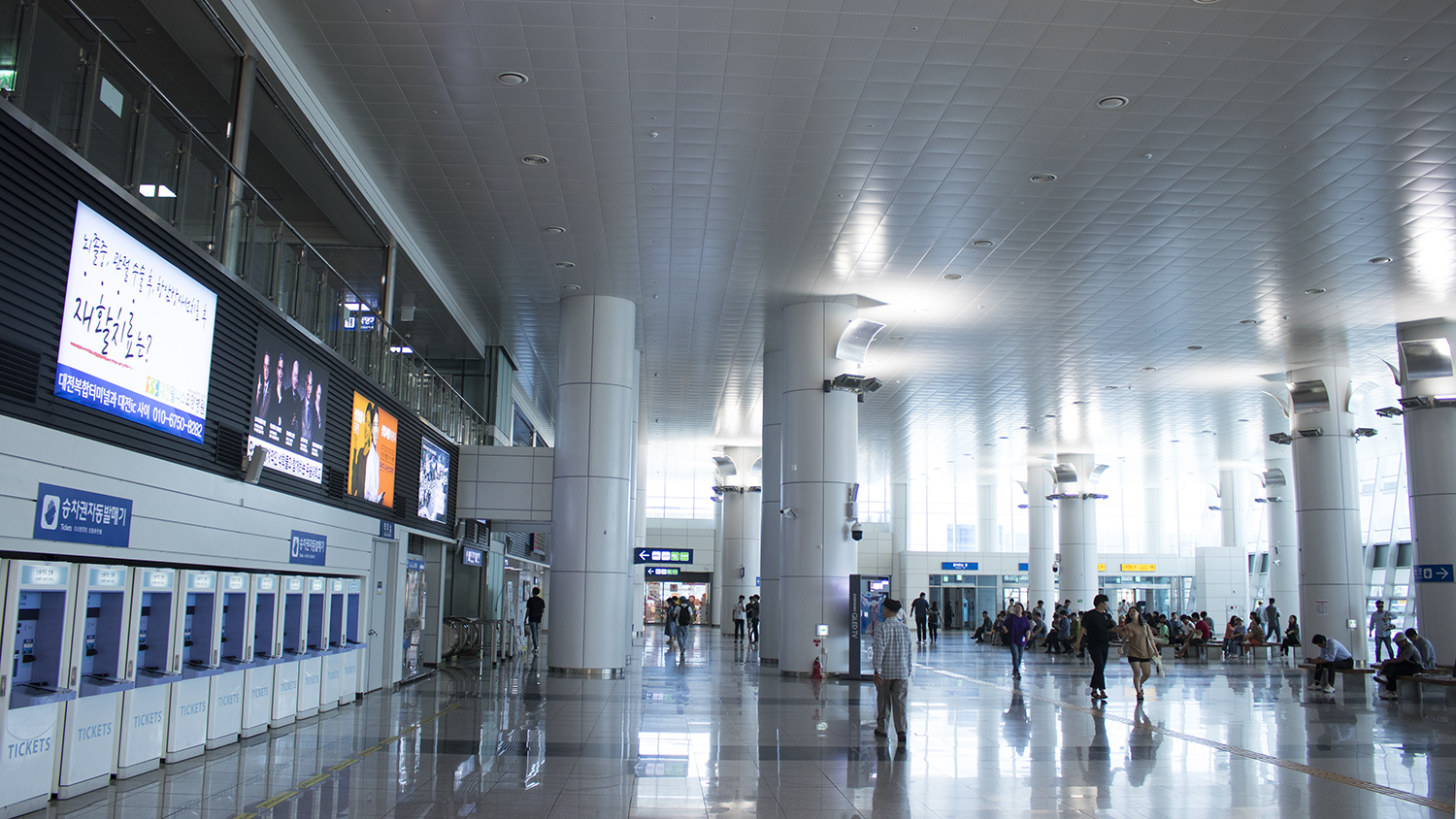
Phòng chờ
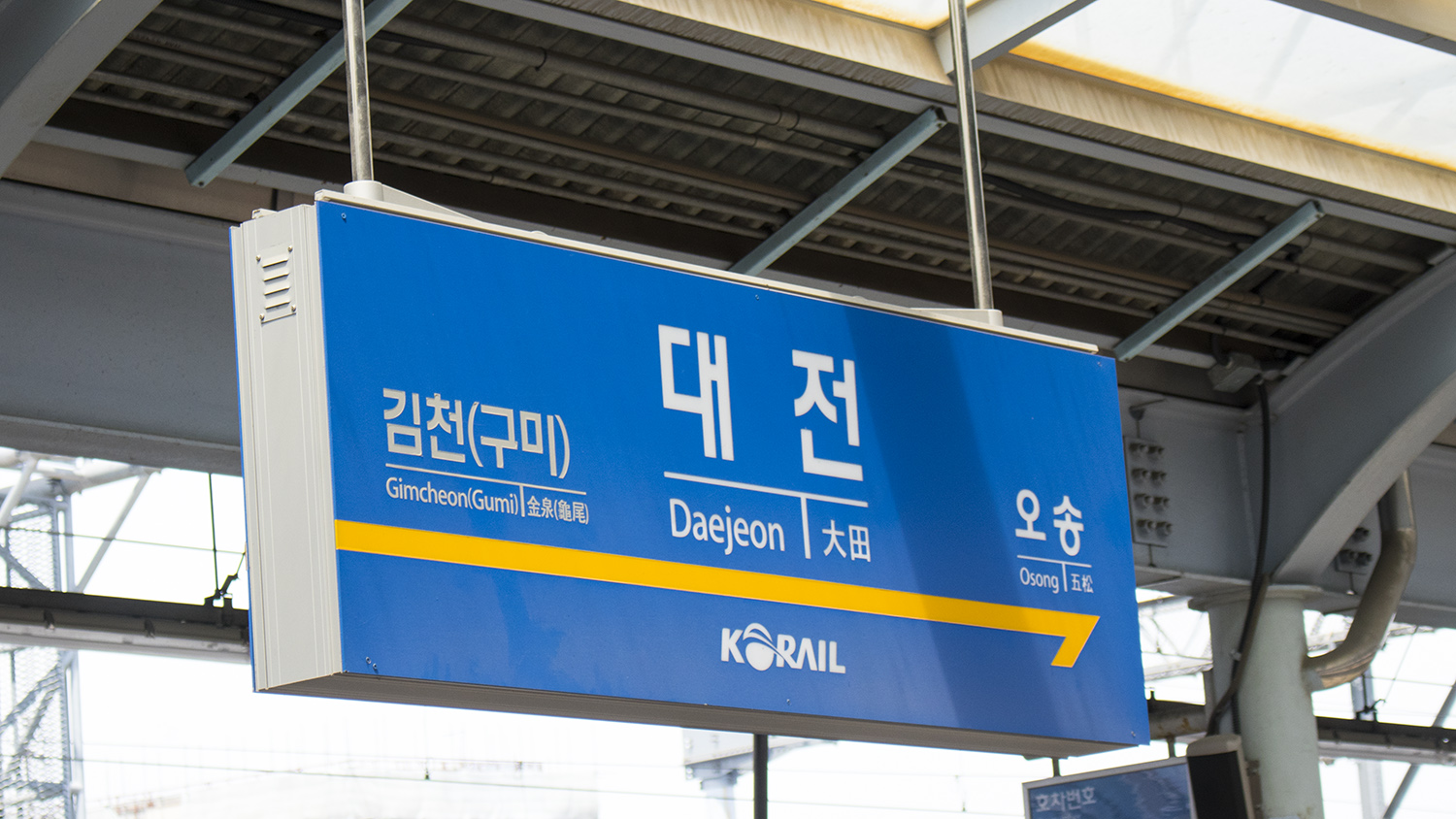
Bảng tên ga của Đường sắt cao tốc Gyeongbu (hướng lên)
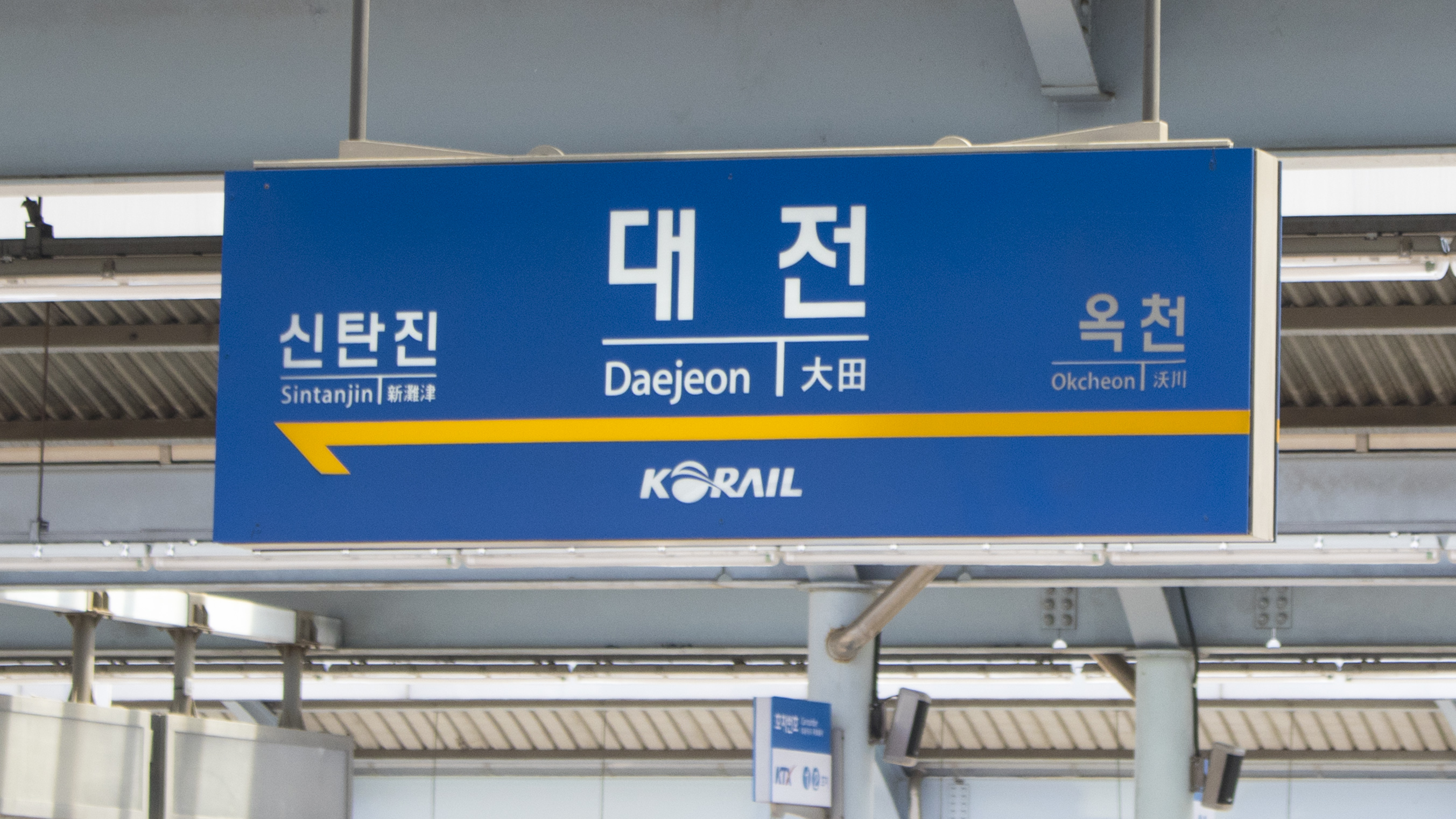
Bảng tên ga của Đường sắt cao tốc Gyeongbu (hướng lên)
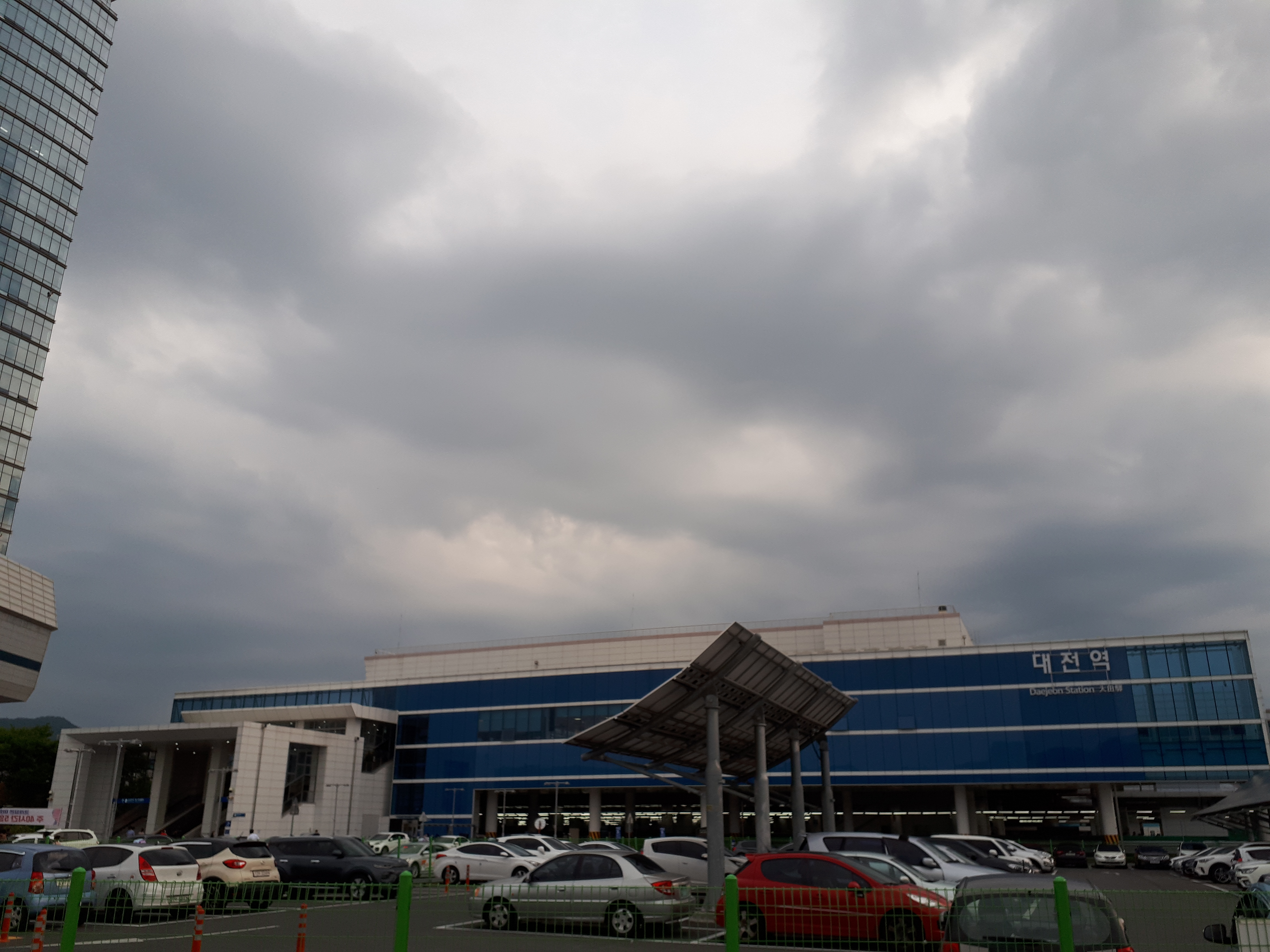
Quảng trường phía Đông
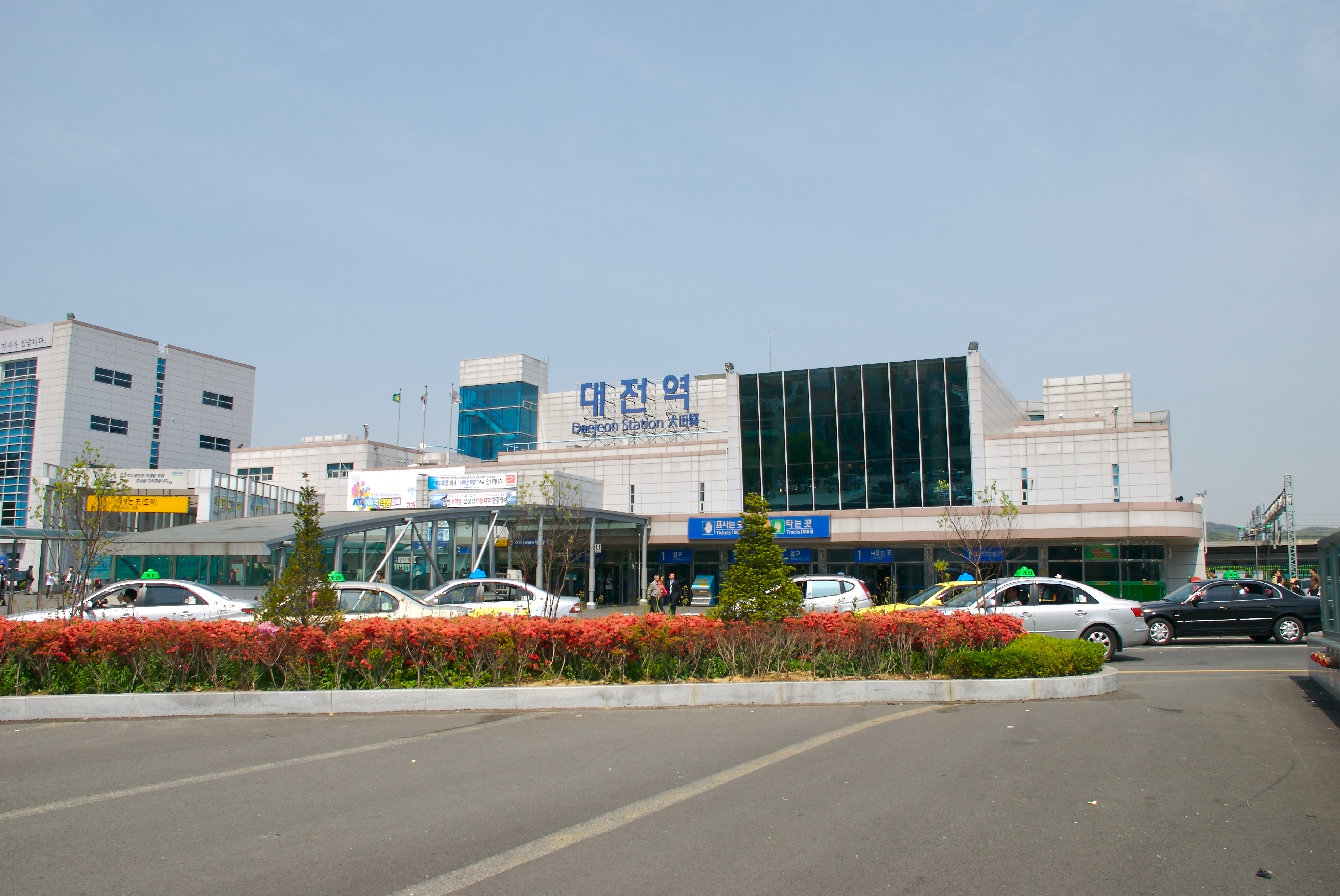
Quảng trường phía Tây (Trước khi thi công mở rộng)
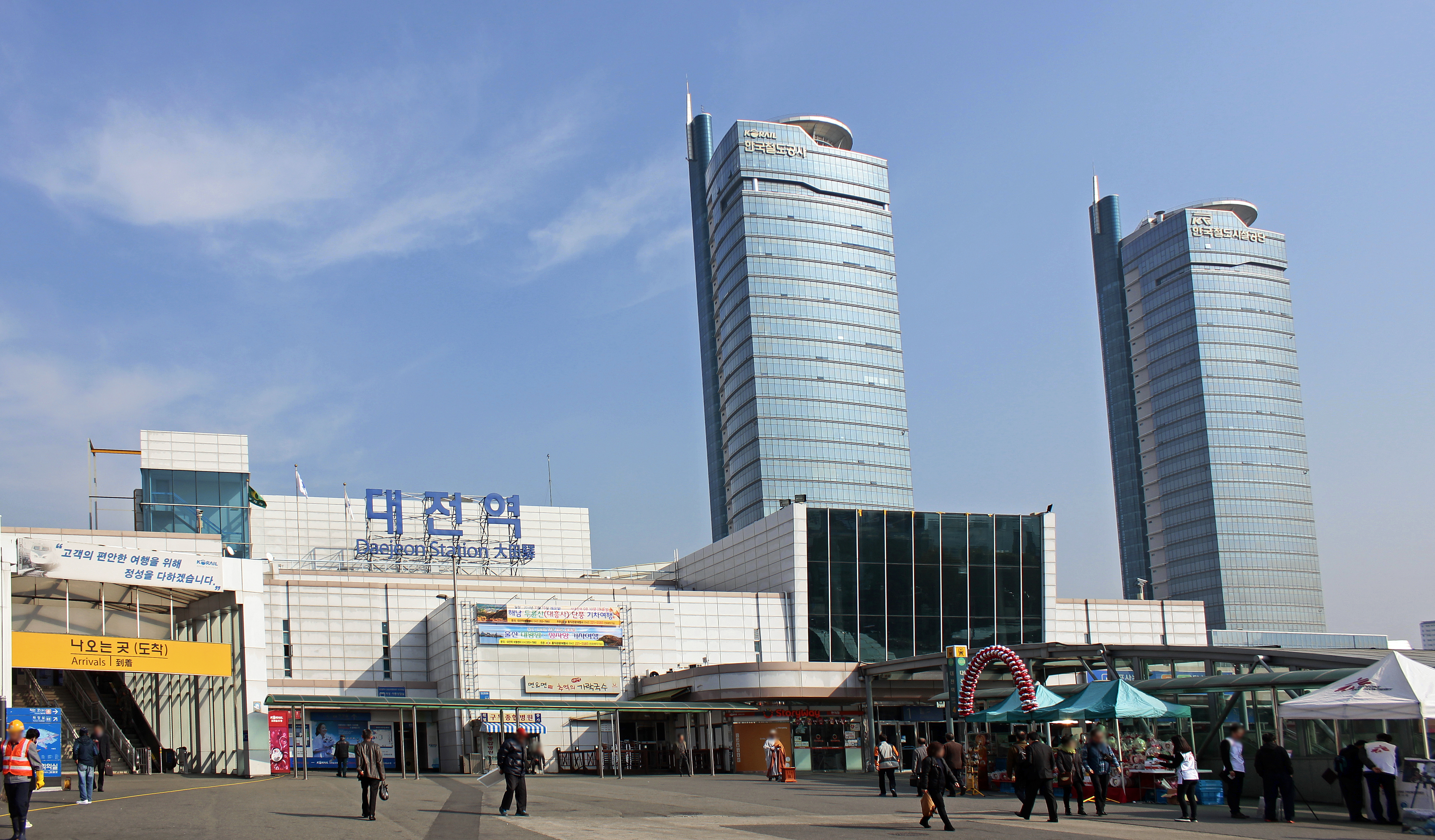
Quảng trường phía Tây (Trước khi thi công mở rộng)